# Culm (géologie)
Pour la ville de Pologne désignée en allemand par Kulm ou Culm, voir Chełmno.

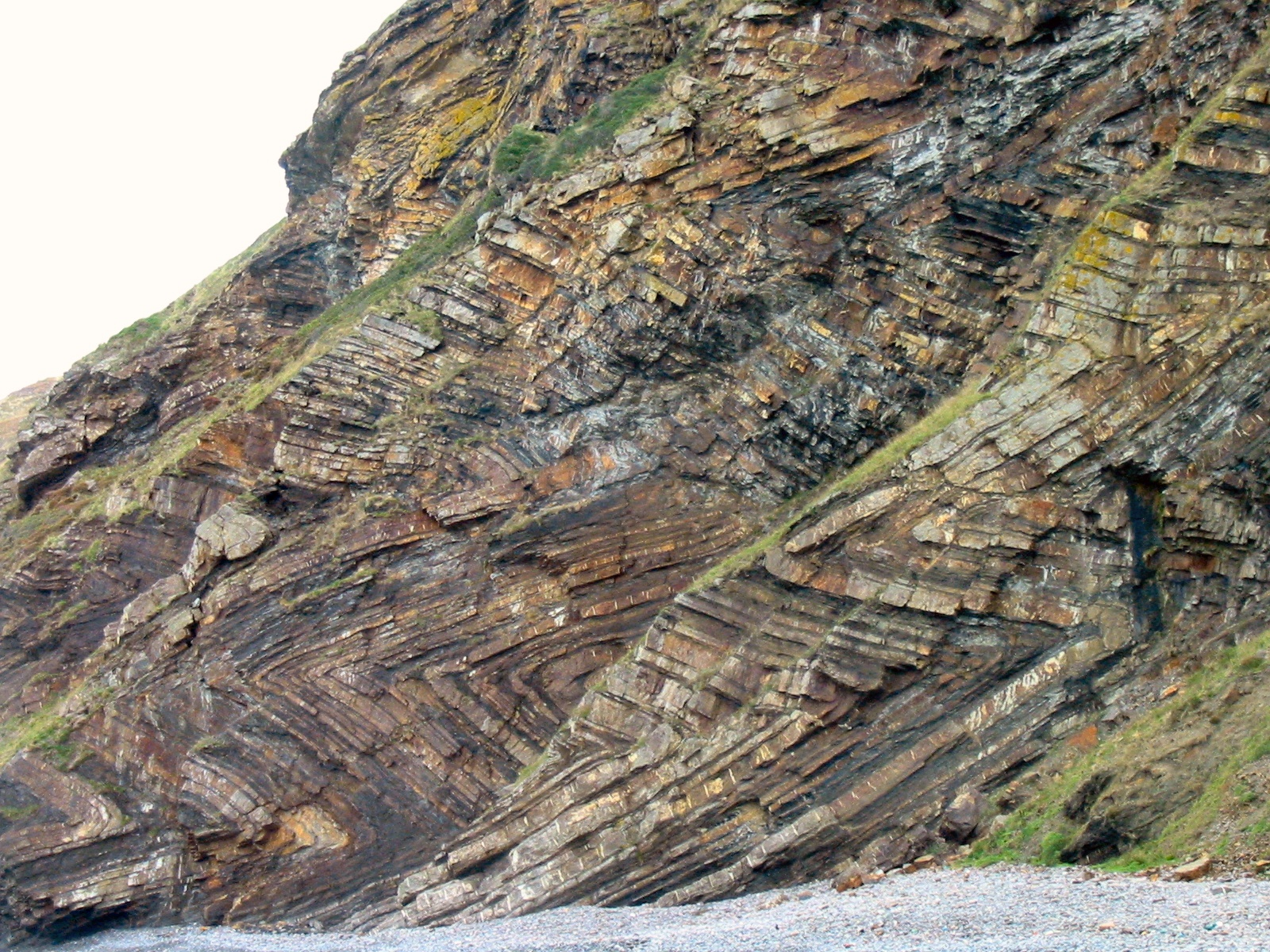
Chevron pliant dans les falaises de Millook Haven, Cornouaille du nord.

Les Mesures de Culm sont une épaisse séquence de strates géologiques datant du Carbonifère, présentes dans le sud-ouest de l'Angleterre, principalement dans le Devon et les Cornouailles, et désormais connues sous le nom de Super-groupe du Culm.

## Localisation
Son épaisseur estimée varie entre 3 600 m et 4 750 m, bien que d'intenses plissements la compliquent à l'affleurement. Elle est appelée ainsi en raison de la présence occasionnelle, dans la région de Barnstaple-Hartland, d'un charbon tendre, souvent lenticulaire et fuligineux, connu dans le Devon sous le nom de culm. Le mot culm peut être dérivé du mot vieil anglais pour charbon col ou du mot gallois cwlwm signifiant nœud (en raison du plissement des lits dans lesquels se trouve le charbon).
La majeure partie de la succession est constituée de schistes et de grès fins, mais on trouve également des occurrences d'ardoise, de calcaire et de chert.
La prairie de chaume sur les ardoises et les schistes de la formation est composée d'herbe de lande pourpre et de pâturage de jonc. On y trouve une grande diversité d'espèces, dont certaines sont extrêmement rares, comme le papillon fritillaire des marais. Quelque 92 % des prairies de culm ont disparu au cours des 100 dernières années, dont 48 % rien qu'entre 1984 et 1991. Un certain nombre d'organisations tentent d'enrayer ce déclin, notamment Devon Wildlife Trust avec son projet Culm Natural Networks, Butterfly Conservation et Natural England avec son Environmental Stewardship Scheme.
Les sols de Culm ont traditionnellement été utilisés pour le pâturage car ils sont lourds à travailler et acides.

## Subdivisions géologiques de la Culm
Dans le bassin principal du Culm et dans le nord du Devon, la succession est aujourd'hui divisée en un groupe supérieur Holsworthy et un groupe sous-jacent Teign Valley (anciennement et populairement, le 'Lower Culm'). En revanche, dans le sud du Devon, l'ensemble du super-groupe est représenté par le groupe de Chudleigh. Le groupe de Holsworthy est lui-même divisé en une formation supérieure de Bude et une formation inférieure de Crackington, bien qu'une formation de Bideford intervienne dans la région de Bideford. Dans la région de Launceston, l'ensemble du groupe est représenté par la formation Bealsmill. Le groupe de la vallée de Teign est subdivisé en de nombreuses formations, dont deux des plus importantes sont les formations de Dowhills Mudstone et de Teign Chert. Le groupe de Chudleigh se divise en une formation supérieure de grès d'Ugbrooke et une formation inférieure de chert de Winstow.

## Zone de caractère national
Les mesures du Culm donnent leur nom à la zone à caractère national et à la zone naturelle d'Angleterre du Culm, une composante du système de classification des paysages coordonné par l'organisme public Natural England. La ZCN de Culm couvre une grande partie du nord du Devon, et contient 3 831 ha du parc national de Dartmoor, 9 009 ha de la zone de beauté naturelle exceptionnelle (AONB) de la côte du Devon du Nord et 7 814 ha de l'AONB des Cornouailles, ainsi que la côte du patrimoine du Devon du Nord. La région est particulièrement connue pour ses prairies de Culm (connu au niveau national sous le nom de "rhos pasture" (pâturage de rhos)) : des pâturages riches en espèces, typiques des sols acides mal drainés, qui abritent un ensemble de communautés de landes pourpres et de joncs, formant une mosaïque de communautés végétales avec des landes, d'autres prairies riches en espèces et des bois humides. Il s'agit d'un habitat différent de tous les autres en Angleterre, qui abrite des espèces végétales distinctives et souvent attrayantes, notamment l'orchidée tachetée des landes, l'orchidée des marais du sud, le haricot des marais et la sciatique ; un certain nombre de papillons caractéristiques, notamment le blanc marbré et les fritillaires des marais, des landes, argentés et bruns ; et un certain nombre d'espèces d'oiseaux typiques, notamment la fauvette sauterelle et la mésange des saules, ainsi que le courlis cendré et le bruant des roseaux nicheurs, et la bécassine des bois et la bécasse des bois hivernantes.